# 遊佐盛光
遊佐 盛光（ゆさ もりみつ）は、戦国時代から安土桃山時代にかけての武将。能登畠山氏の家臣。

## 生涯
能登遊佐氏嫡流である遊佐続光の子として生まれる。初め主君・畠山義綱より偏諱を受けて綱光と称したが、永禄9年（1566年）9月の政変（永禄九年の政変）で義綱が追放された後に、盛光へと改めた。
政変直後は、義綱の子の義慶を擁する父・続光と長続連、八代俊盛の3人が畠山氏を代表していたが、元亀2年（1571年）の時点で、盛光は長綱連・温井景隆・平堯知と共に年寄衆に列して、続光らの役割を引き継いでいる。この頃、盛光は続光から家督を継いだとみられ、父が担っていた越後上杉氏との外交役も引き継いでいる。また、盛光ら四人衆は続光と長続連の後見を受けたとみられる。
天正3年（1575年）12月、四人衆が連署状を発給しており、そこでは盛光が最後に署判していた。しかし、天正4年（1576年）2月20日の連署状では、盛光の署判位置は後ろから2番目となり、長綱連が最後に署判している。これは長氏の地位が遊佐氏を上回ったことの表れとみられ、この頃、盛光の父・続光が死去した結果と考えられる。長氏は織田氏との外交を担当しており、これにより畠山氏において親織田派が優勢になったことになる。
天正4年（1576年）9月、織田氏と対立する上杉氏が能登への侵攻を開始する。天正5年（1577年）9月、七尾城を攻める上杉方に盛光が内応し、これにより七尾城は落城した（七尾城の戦い）。この時、城内にいた長氏一族は討ち取られている。その後盛光は、上杉家臣の七尾城代・鰺坂長実と「能登国制札」を発給するなど、能登支配に関わった。
天正7年（1579年）、織田氏に通じた温井景隆・三宅長盛が鰺坂長実を追放した。この頃の盛光の動向ははっきりしないが、天正8年（1580年）4月には温井景隆や三宅長盛、平堯知と共に諸橋六郷の坊主衆や百姓らに宛て連署状を発給しており、他の畠山旧臣らと行動と共にしている。
盛光らは能登に侵攻した織田方の長連龍と戦い、天正9年（1581年）に織田氏に降伏。同年3月28日に織田信長の家臣・菅屋長頼が七尾城代として能登に入ると、盛光はそれに従った。しかし、同年6月27日、弟の伊丹孫三郎らと共に信長の命により殺害された。その理由について『信長公記』には「連々悪逆を依相構」ってとある。また『長家家譜』では、七尾城から逃亡し潜伏していたところを長連龍に探し出され殺害されたとされている。
盛光の嫡男・景光はこの後、天正11年（1583年）3月付で芝原五郎左衛門に知行を約する書状を発給しているが、前田氏による能登支配が確立したため、復帰を果たせずに終わった。